# Pseudochondrostoma polylepis
La boga del Tajo (Pseudochondrostoma polylepis) es una especie de pez teleósteo de la familia de los ciprínidos.

## Características
Es un endemismo de la cuenca del Tajo, en la península ibérica y ha sido introducida en las cuencas del Júcar y Segura. Su hábitat natural son los ríos y cursos de agua intermitentes. Está amenazada por pérdida de hábitat.
En España llega a alcanzar los 40 cm de largo. Es de color plateado y sus aletas son casi blancas. Su alimentación es omnívora. La boga es uno de los ciprínidos más apreciados en España por pescadores recreativos ya que es un pez de buen tamaño.
En la península ibérica, otras especies conocidas de bogas son la  boga del Guadiana (Pseudochondrostoma willkommii), que solamente habita en la cuenca de este río y algunas zonas del Guadalquivir y la boga del Duero (Pseudochondrostoma duriense) endémica de la cuenca del Duero.